# 海老澤幸男
海老澤 幸男（日语：／ Yukio Ebisawa）是日本的男性動畫師、演出家。現隸屬於Studio Live。

## 人物•經歷
主要擔任作畫監督和原畫的動畫師，主要因為參加『七龍珠』系列動畫片而聞名。但是因為其作畫風格經常受到當時的總作畫監督和其他高層糾正，最後不明原因而退出七龍珠動畫製作團隊。當時底下的動畫師成員菅野利之被提升為作畫監督，以填補海老澤的工作。
後來參加許多东映动画的作品。从1990年代后期到2000年代初期，与諏訪可奈恵等人一起參加『數碼寶貝』系列。

## 参加作品

### 電視動畫
- 海螺小姐（動画）
- 小雙俠[第1作]（作画監督）
- おじゃまんが山田くん（原画）
- 原子小金剛[1980版] （原畫）
- 怪～ayakashi～ （原畫）
- 奇幻魔法Melody（原画）
- 銀河鉄道999（作画）
- 金肉人二世（原畫、作画監督）
- 鬼太郎[第4作]（作画監督）
- 小蜜蜂尋親記（原画）
- 人造人009[1979年版]（原画）
- 人造人009 THE CYBORG SOLDIER（原画）
- ゼンダマン（作画監督）
- たまごっち!（原画）
- たまごっち! ゆめキラドリーム（原画、作画監督）
- 超力ロボ ガラット（OPENING原画）
- がんばれ元気 （原畫）
- 數碼寶貝（作画監督）
- 數碼寶貝02（作画監督）
- 數碼寶貝馴獸師之王 （原畫、作畫監督）
- 飛天小女警Z（原画）
- 怪博士與機器娃娃（作画監督、分鏡、原画）
- 七龍珠（作画監督、分鏡、原画）
- 七龍珠Z（作画監督）
- 光速大冒險PIPOPA（原画）
- パラッパラッパー（作画監督）
- 甜蜜小天使[第3期]（作画監督、原画）
- 鼻毛真拳（原画）
- 轟炸超人（作画監督）
- 怪傑佐羅力 （原畫）
- 忍者戰場外傳 （In-Between Animation）
- 校園迷糊大王 （原畫）
- 精靈寶可夢 鑽石·珍珠（原画）
- 神奇寶貝超級願望（原画）
- 妖怪少爺 （原画）
- 夢色蛋糕師 （原畫）

### 電視電影動畫
- 七龍珠Z 一個人的最終決戰 挑戰弗利沙的Z戰士 孫悟空之父 （原畫）
- 七龍珠 歸來！悟空與他的夥伴們 （原畫）
- 靈異教師神眉 史上最大的激戰 絕鬼來襲!!（原畫）
- 七龍珠 悟空的消防隊 （動畫）

### 劇場版動畫
- 怪博士與機器娃娃「哦呦呦！」那那巴城的秘寶（原画）
- 怪博士與機器娃娃「哦呦呦！」夢之機械警察（原画）
- 怪博士與機器娃娃「吼唷唷！」企鵝村是大晴天（原画）
- Dr.スランプ アラレちゃん んちゃ!!わくわくハートの夏休み（原画）
- 七龍珠 神龍傳說（原画）
- 七龍珠 魔神城內的睡美人 （原畫）
- 七龍珠 摩訶不思議大冒險 （原畫）
- 七龍珠Z 熱血熱鬥 孫悟空與孫悟飯 （原畫）
- 七龍珠Z 世上最強之人（原画）
- 七龍珠Z 超級賽亞人孫悟空（原画）
- 吸血鬼獵人D （原畫）

### 電玩遊戲
- Dr. Mario 64 （第二人物設定）
- ドラゴンボールZ Ultimate Battle 22 （動畫）
- ドラゴンボールZ 真しん超スーパー武ぶ闘とう伝でん （原畫）

## 相關標題
- 廉價版 小雙俠 Blu-ray BOX コンプリート&リーズナブルだコロン版
- 轟炸超人 宇宙にひとつしかないBlu-ray BOX SPドラマCD付き

## 腳註

## 相關項目
- 日本動畫師列表
- EIKEN
- Studio Live（日语：スタジオ・ライブ）